# Tachov
Tachov (în germană Tachau), (populație 12 640 locuitori în 2004) este un oraș în regiunea Plzeň (în cehă Plzeňský kraj), Republica Cehă.

Tachov în Republica Cehă

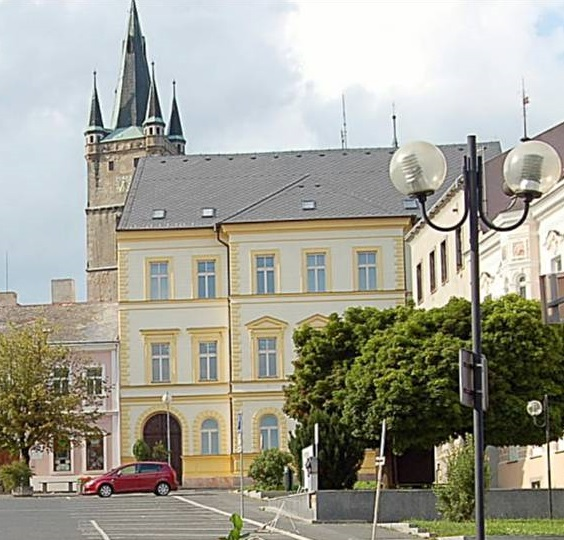
Tachov